# Krystyna Chowaniec
Krystyna Cecylia Chowaniec (ur. 22 listopada 1953 w Czarnej) – polska nauczycielka, historyk, wizytator, harcmistrzyni, instruktorka harcerska, działaczka społeczna.

## Życiorys
Krystyna Chowaniec urodziła się 22 listopada 1953 w Czarnej . Jest córką pochodzących z Krystynopola Franciszka Flaka (żołnierz Armii Krajowej i Batalionów Chłopskich) i Janiny z domu Wilczek (przedwojenna harcerka, pracowniczka poczty), wskutek umowy o zmianie granic z 1951 przesiedlonych jesienią tego roku wraz z dwojgiem dzieci do Czarnej Dolnej w Bieszczadach   .
W Czarnej uczyła się w szkole podstawowej i wówczas wstąpiła do harcerstwa  . Następnie kształciła się w Liceum Ogólnokształcącym w Ustrzykach Dolnych. W 1972 podjęła studia historyczne na Uniwersytecie Marii Curie-Skłodowskiej w Lublinie, które ukończyła na podstawie pracy magisterskiej dotyczącej starożytnego Rzymu   .
Po studiach przez cztery lata pracowała jako nauczycielka historii w Łętowni . Następnie powierzono jej zadanie zorganizowania przedszkola, którego została dyrektorką . Potem była zatrudniona w szkole w Tyrawie Solnej . Stamtąd przeszła do pracy w Szkole Podstawowej nr 7 w Sanoku   . Od 1996 była zatrudniona w kuratorium oświaty , objęła stanowisko wizytatora KO w Krośnie oraz KO w Rzeszowie. Od początku 1996 do 1 stycznia 1999 sprawowała funkcję przewodniczącej Komisji Pamięci Narodowej, działającej pod auspicjami Kuratorium Oświaty w Krośnie. W styczniu 2001 została powołana Ministerstwo Edukacji Narodowej na funkcję eksperta do prac w komisjach oceniających nauczycieli starających się o awans zawodowy na terenie województwa podkarpackiego. W Kuratorium Oświaty w Rzeszowie pracowała w ramach Zespołu Wychowania Patriotycznego od 2006 do 2010, pracowała na stanowisku starszego wizytatora w Wydziale Ewaluacji i pełniła funkcję zastępcy rzecznika dyscyplinarnego. W 2013 przeszła na emeryturę .
W trakcie nauki w szkole podstawowej w Czarnej wstąpiła do harcerstwa . Podczas pracy nauczycielskiej była inicjatorką powstania 54 Drużyny Harcerskiej (założona w 1986, od 3 marca 1988 im. Kurierów Beskidzkich ZWZ-AK w Sanoku) i została jej drużynową. 7 marca 1992 została wybrany komendantką Hufca ZHP Ziemi Sanockiej (funkcję w stopniu podharcmistrzyni objęła społecznie) i pełniła ją do 17 listopada 2007 po raz pierwszy. Wcześniej została powołana do składu Rady Naczelnej ZHP, w której zasiadała od września 2007 do grudnia 2013 (od 5 grudnia 2010 pełniąc funkcję przewodniczącej Komisji Zewnętrznych Warunków Funkcjonowania Organizacji). Została instruktorką harcerską Związku Harcerstwa Polskiego w stopniu harcmistrzyni. Po ustąpienia ze stanowiska komendantki sanockiego hufca od listopada 2007 przez cztery lata była skarbnikiem w komendzie. Ponownie wybrana na funkcję komendantki Hufca Ziemi Sanockiej im. ks. hm. Zdzisława Peszkowskiego 20 października 2011 i 21 listopada 2015. Pełniła ją przez dwie kolejne kadencje do 16 listopada 2019. Po wyborze nowych władz nie została powołana do składu zarządu. Współpracowała przy redagowaniu pism „Harcerz Sanocki Mały. Harcerskie Pismo Młodych”', „Materiały Historyczne Hufca ZHP Ziemi Sanockiej”. W strukturze Chorągwi Podkarpackiej ZHP podjęła działalność w 1997 , pełniła funkcję zastępczyni komendanta chorągwi ds. kształcenia i pracy z kadrą (2000–2010) oraz została szefem Zespołu Kadry Kształcącej . Od 7 grudnia 2013 członkini Centralnej Komisji Rewizyjnej ZHP (ponownie wybrana 22 września 2018).
Podjęła działalność na rzecz organizacji uroczystości patriotycznych, upamiętnień wydarzeń z historii Polski, edukacji patriotycznej. Pełniła funkcję sekretarza Społecznego Komitetu Wydawniczego „San”, którego staraniem w 1992 wydano publikację pt. Kryptonim „San”. Żołnierze sanockiego Obwodu Związku Walki Zbrojnej – Armii Krajowej 1939–1944, autorstwa Andrzeja Brygidyna.

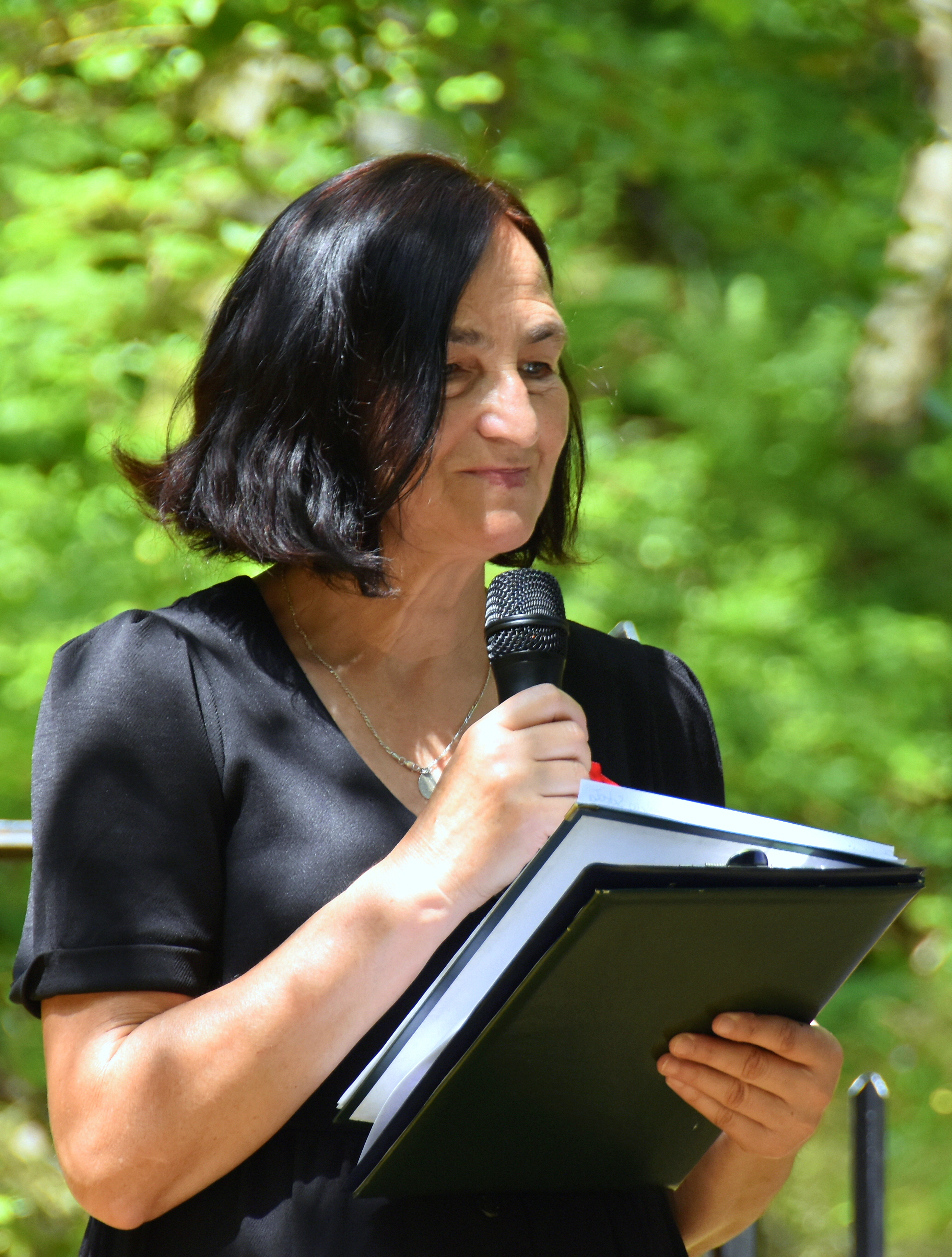
Krystyna Chowaniec (2023)

Objęła funkcję prezesa zarządu Stowarzyszenia Wychowawców „Eleusis” w Sanoku, zarejestrowanego w 2001 i nawiązującego do tradycji ruchu abstynenckiego. Była organizatorką uroczystości odsłonięcia rzeźby Sokolnika na fasadzie gmachu sanockiego gniazda Polskiego Towarzystwa Gimnastycznego „Sokół”. Podjęła współpracę ze środowiskami katyńskimi, zainicjowała uhonorowanie ofiar zbrodni katyńskiej poprzez ustanowienie pomnika Golgota Wschodu i zasadzenie Dębów Pamięci na Cmentarzu Centralnym w Sanoku, którymi w latach 2009 i 2012 zostało upamiętnionych 26 oficerów i funkcjonariuszy związanych z ziemią sanocką. W latach 1988 i 1990 uczestniczyła w Zjazdach Kurierów i Emisariuszy KG ZWZ -AK w Krakowie, a w późniejszych latach została organizatorką Rajdu Szlakiem Kurierów Beskidzkich ZWZ-AK (zob. Beskidzka Trasa Kurierska „Jaga–Kora”).
Autorka publikacji i opracowań historycznych, które ukazywały się m.in. na łamach czasopism „Rocznik Sanocki”, „Tygodnik Sanocki”, „Góra Przemienienia”. Była przewodniczącą kolegium redakcyjnego czasopisma Edukacja w Regionie, wydawanego przez Regionalne Centrum Edukacji w Sanoku. Została członkiem zwyczajnym Światowego Związku Żołnierzy Armii Krajowej, a w strukturach tej organizacji została prezesem Koła w Sanok i wiceprezesem Okręgu Krosno. Była inicjatorką powstania Klubu Historycznego im. Armii Krajowej w Sanoku 14 lutego 2010, sygnatariuszką jego aktu założycielskiego i wybrana prezesem.
W kadencji Rady Miasta Sanoka 1994–1998 zasiadała w Komisji Oświaty, Kultury, Sportu i Turystyki w charakterze członka spoza Rady. Ubiegała się o mandat radnej Rady Miasta Sanoka w wyborach samorządowych 2010 startując z listy KW Stowarzyszenie Wiara-Tradycja-Rozwój. W wyborach samorządowych w 2024 bez powodzenia ubiegała się o mandat Rady Powiatu Sanockiego, startując z listy KW „Towarzystwo Przyjaciół Sanoka i Ziemi Sanockiej”.
Ma troje dzieci: córki Roksanę i Katarzynę oraz syna Marka .

## Publikacje
- Jan Łożański: W więzieniach PRL. Powojenne wspomnienia kuriera z Sanoka. Brzozów-Rzeszów: Muzeum Regionalne PTTK im. Adama Fastnachta w Brzozowie, Okręgowa Komisja Badania Zbrodni Hitlerowskich – Instytut Pamięci Narodowej w Rzeszowie, 1991. ISBN 83-900130-0-2. Brak numerów stron w książce (przygotowanie do druku wspomnień Jana Łożańskiego)[48].
- W latach powojennych. Oświata i szkolnictwo. W: Sanok. Dzieje miasta. Praca zbiorowa pod redakcją Feliksa Kiryka. Kraków: Secesja, 1995. ISBN 83-86077-57-3. Brak numerów stron w książce[49].
- 95 lat sanockiego harcerstwa 1911–2006. Sanok: 2006. Brak numerów stron w książce (współredakcja)[50].
- Gawęda o tych, które przewodziły w sanockim hufcu ZHP. „Rocznik Sanocki”. Tom IX, 2006. ISSN 0557-2096.brak numeru strony[51].
- Ksiądz Prałat Harcmistrz Zdzisław Jastrzębiec Peszkowski - patron sanockich harcerzy. Sanok: Stowarzyszenie Wychowawców „Eleusis” w Sanoku, 2008. Brak numerów stron w książce[52].
- Dęby Pamięci. Sanok: Komenda Hufca ZHP Ziemi Sanockiej im. ks. hm. Zdzisława Peszkowskiego, 2010. ISBN 978-83-931109-3-3. Brak numerów stron w książce[53].
- 100 lat sanockiego harcerstwa 1911–2011. Suplement. Krosno: 2011. ISBN 978-83-62960-05-7. Brak numerów stron w książce (redakcja)[54].
- Patron sanockiego harcerstwa – ksiądz harcmistrz Zdzisław Peszkowski. „Rocznik Sanocki”. Tom X, 2011. ISSN 0557-2096.brak numeru strony[55].
- Jan Łożański: Orzeł z Budapesztu. Warszawa: Demart, 2012. ISBN 978-83-7427-815-7. Brak numerów stron w książce (zbiór, opracowanie i redakcja wspomnień Jana Łożańskiego)[56][2].
- Kwiat goryczki z Berda. Wiersze laureatów konkursu poetyckiego dla młodzieży „W górach jest wszystko, co kocham...” o kwiat goryczki z Berda. Sanok: 2017. Brak numerów stron w książce (wybór wierszy)[57].
- 100 lat Związku Harcerstwa Polskiego na Ziemi Sanockiej. Sto lat w służbie Niepodległej. Sto lat w służbie niepodległej 1918–2018. Sanok: Stowarzyszenie Wychowawców „Eleusis” w Sanoku / Hufiec ZHP Ziemi Sanockiej im. ks. hm. Zdzisława Peszkowskiego, 2018. ISBN 978-8362960-73-6. Brak numerów stron w książce (opracowanie)[58].
- Arnold Andrunik: Zapiski z osobistych przeżyć w czasie II wojny światowej i okupacji. Sanok: Stowarzyszenie Wychowawców „Eleusis” w Sanoku, 2018. Brak numerów stron w książce (redakcja)[59].
- Stefan Grzyb: Wspomnienia i relacje Stefana Grzyba – kuriera trasy „Las” i powstańca warszawskiego. Sanok: Stowarzyszenie Wychowawców „Eleusis” w Sanoku, 2018. Brak numerów stron w książce (redakcja)[60].
- Alina Frąckowiak: Wilki i owce. Moje Żubracze. Historia Anny Pauliny Filipiak żołnierza AK w Bieszczadach. Krosno: Ruthenus, 2022. ISBN 978-83-7530-780-1. Brak numerów stron w książce (współpraca, korekta).
- Trasa kurierska ZWZ-AK kryptonim „Las”. Wspomnienia, relacje, opracowania. Rzeszów: Edytorial, 2022. ISBN 978-83-67325-10-3. Brak numerów stron w książce (opracowanie redakcyjne)[61].

## Odznaczenia i wyróżnienia
Ordery i odznaczenia
- Krzyż Kawalerski Orderu Odrodzenia Polski (28 września 2023, „za wybitne zasługi w działalności na rzecz rozwoju harcerstwa, za pielęgnowanie pamięci historycznej i działalność patriotyczną”)[62].
- Złoty Krzyż Zasługi (25 stycznia 2011, „za zasługi w działalności na rzecz społeczności lokalnej”)[63][10].
- Brązowy Krzyż Zasługi (16 maja 2001, „za zasługi w działalności na rzecz dzieci i młodzieży”)[64].
- Srebrny Medal „Za zasługi dla obronności kraju” (2013)[65].
- Medal 100-lecia Odzyskania Niepodległości (2018)[66].
- Medal Komisji Edukacji Narodowej (1995)[10].
- Złota odznaka honorowa LOP (1998)[67].
- Złota Odznaka Honorowa Związku Sybiraków (1999)[68].
- Medal „Pro Memoria” (2010)[10].
- Odznaka „Zasłużony dla Sanoka” (2006)[69].
- Odznaka „Zasłużony dla Światowego Związku Żołnierzy Armii Krajowej” (2013)[10].
- Krzyż 100-lecia ZHP (2012)[70].
- Złota Odznaka 85-lecia Harcerstwa w Sanoku (1996)[71].
- Odznaka Pamiątkowa 25-lecia Harcerskiej Ogólnopolskiej Akcji Ekologicznej „Florek” (2014)[72][73].
- Odznaka honorowa „Zasłużony dla Hufca ZHP Ziemi Sanockiej” (2014)[73].
- Srebrna odznaka honorowa TG „Sokół” w Sanoku[74].
- Odznaczenie Pamiątkowe „Wierni Akowskiej Przysiędze” (2022)[75].

Nagrody i wyróżnienia
- II nagroda Muzeum Budownictwa Ludowego w Sanoku w konkursie na konspekt lekcyjny (1986)[76].
- Nagroda Ministra Edukacji Narodowej II stopnia (1995)[10].
- Nagroda Burmistrza Miasta Sanoka w dziedzinie społecznej aktywności – dwukrotnie: za rok 2008[77], za rok 2016[78].
- Honorowe członkostwo Światowego Związku Żołnierzy Armii Krajowej Koła w Sanoku[79].
- Tytuł honorowy „Wiarus Podkarpacia” (11 listopada 2009)[80][81].
- Nagroda Honorowa „Świadek Historii” (2014, przyznana przez Instytut Pamięci Narodowej Oddział w Rzeszowie w III edycji)[82].
- Statuetka okolicznościowa Wojskowej Komendy Uzupełnień w Sanoku (2016)[83].
- Honorowe wyróżnienie za rok 2016 przyznane przez Burmistrza Miasta Sanoka w dziedzinie społecznej aktywności na rzecz miasta (2017)[84].
- Tytuł Honorowego Obywatelstwa Królewskiego Wolnego Miasta Sanoka (2018, uchwałą Rady Miasta Sanoka)[85].

Odniesienie w kulturze
Związany z Sanokiem poeta Jan Szelc napisał w 2003 wiersz pt. Kwiat goryczki z Berda, zadedykowany Krystynie Chowaniec i wydany w tomiku poezji pt. Odmawiam góry.